# Hochschachten

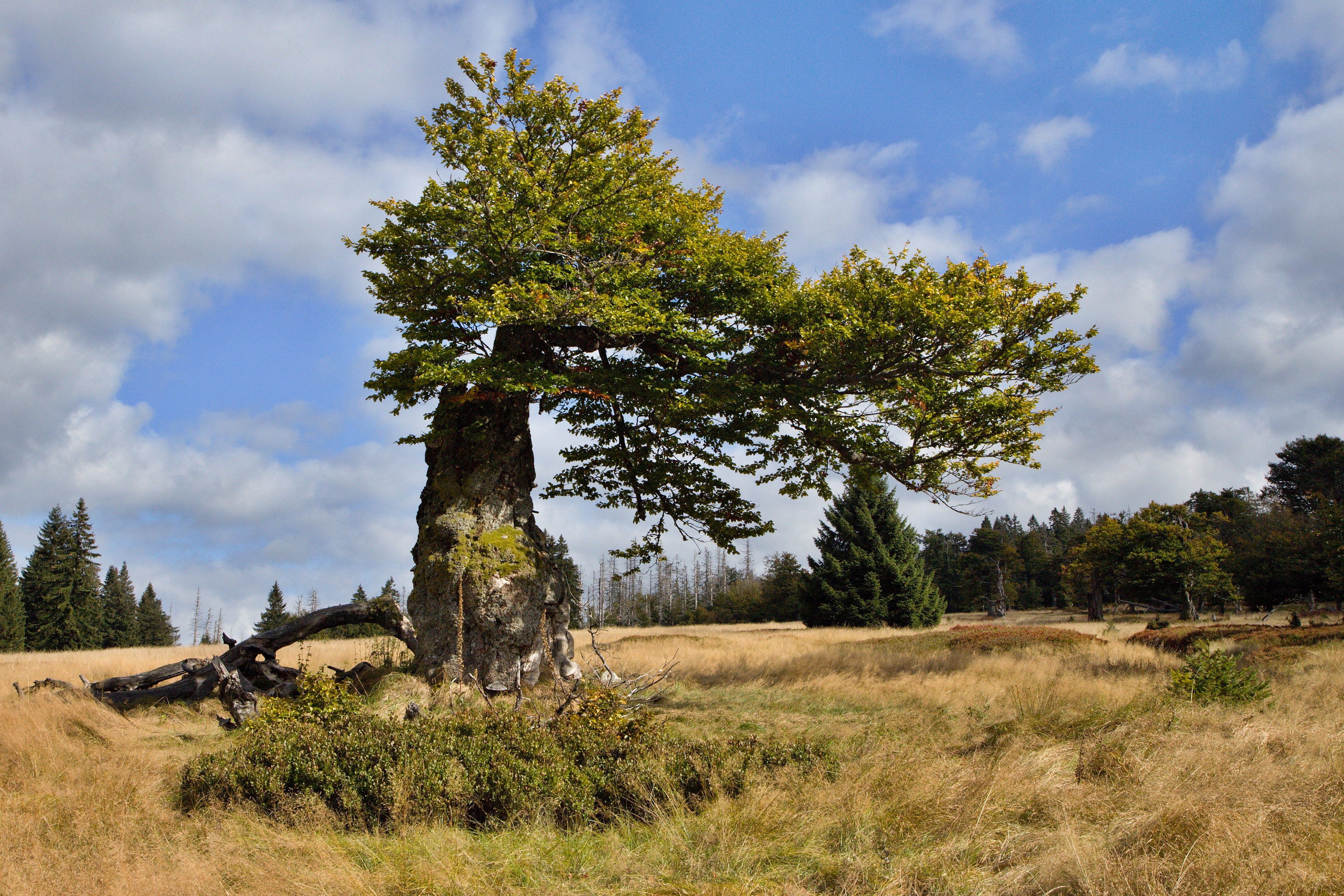
Dub na pastvinách Hochschachten

Hochschachten je horská louka, která se nachází poblíž rašeliniště Latschenfilz v národním parku Bavorský les, poblíž hranic s Českou republikou. Dnes se jedná o chráněné území se staletými javory kleny, buky a horskými smrky.
Louky v této lokalitě se nazývají Schachten a vznikly vymýcením lesa. První zmínky o pastvině Hochschachten jsou z roku 1733, kdy patřily k panství Glashütte Sedláci z okolí měli právo zde pást svůj dobytek. Původní rozloha pastviny byla 9,5 hektaru, ale do dnešních dnů velkou část znovu pohltil les. Na pastvinách se dochovaly staleté rostoucí i odumírající stromy,  zformované větrem do bizarních tvarů. Tyto duby a javory byly na louce ponechány při mýcení lesa jako opěrné body, které poskytovaly stín pastevcům a dobytku. K pastvě byla louka naposledy využívána v 50. letech 20. století.
Dnes je Hochschachten vyhledávaným turistickým cílem, přístupným turistickým cestami z bavorské osady Buchenau či přes Javoří pilu, kde nedaleko rozhledny Poledník vede turistická cesta přes hranice do Bavorska.